# Z-66
Los Z-66 es un grupo español de los 60 liderado por Lorenzo Santamaría.

## Formación
Esta banda se forma en Mallorca en 1966. La formación original estaba compuesta por Vicenç Caldentey (guitarra), Pedro Brunet (saxo), Leopoldo González (bajo) y Tito a la batería. Ma
s tarde, se les uniría el cantante y, a la postre, auténtico líder de la formación, Lorenzo Santamaría (exmiembro de la banda Los Bríos) tras un concierto en el local Whiskey a Gó-Go de Palma. El grupo se especializó en hacer versiones en inglés de temas de actualidad para entretener a los turistas. De todas maneras, empezaron a experimentar nuevas alternativas sonoras bajo la influencia de bandas progresivas norteamericanas como Vanilla Fudge y Blood, Sweat & Tears. 
A finales de 1967, la banda firma con el sello EMI, pero antes habría algunos cambios en la formación: Manolo Mari sustituiría a Tito, Jose Noguera reemplazaría a Gerónimo y Manolo Ness ocuparía el puesto dejado por Pedro Brunet. El primer disco de la formación sería grabado en Barcelona y saldría en enero de 1968, un Ep con los temas Give a little sign, Mister Bus Driver, Todos hablaran (versión del tema de los Dave Clark Five) y Desde el otro mundo (versión de la canción del grupo The Herd). 
De todas maneras, el grupo estaba muy bien reconocido por los críticos pero no vendía tantos discos como otros grupos de su generación. La banda no alcanzaría su mayor éxito hasta el verano de 1968 con la versión castellanizada del clásico de los Moody Blues Noches de Blanco Satén. Sus siguientes singles, si bien no alcanzaron el éxito del anterior, sí que serían temas destacados como Morning dew y ya en 1969 temas como Sueño o La mitad del paraíso.
A los Z-66 sería les tocó el honor de ser el grupo que fue escogido de telonero del único concierto de The Jimi Hendrix Experience en territorio español. El grupo era un habitual del club de La Gomila, el Sgt. Pepper's en Palma de Mallorca. Muchos artistas veraneaban en las Islas. Además, el propietario del lugar era Mike Jeffery, que fue representante de Jimi Hendrix y The Animals. El contrato vinculaba al grupo para ser teloneros de Jimi Hendrix, algo que nunca se produciría. A pesar de eso, el grupo cobró religiosamente las 3.000 pesetas de la época, a pesar de no tocar ni una nota.
En 1970 la banda tocaba a su fin, en ese año todavía editarían un interesante single: Despierta el Amor. Pero el conjunto se fue disolviendo poco a poco y la puntilla final la puso la separación del grupo de Lorenzo Santamaría, que se lanzaba como solista. Los demás miembros siguieron un año más, para desaparecer finalmente.